# Инспектор Морс (телесериал)
«Инспе́ктор Морс» (англ. Inspector Morse) — британский детективный телесериал, основанный на серии романов писателя Колина Декстера. Выходил на британском телевидении с 1987 по 2000 год. Состоит из 33 полнометражных фильмов продолжительностью 100 минут каждый — на 20 больше, чем было издано романов. Каждый фильм представляет собой законченную историю расследования, которое проводит старший инспектор детектив Индевор Морс из отдела уголовных расследований отделения полиции «Темз Вэлли» в Оксфорде.
В работе над отдельными фильмами сериала принимали участие признанные британские режиссёры Энтони Мингелла, Дэнни Бойл, Джон Мэдден и Антония Бёрд. Заглавную роль в телесериале сыграл Джон Тоу. Роль партнёра Морса, сержанта Робби Льюиса, исполнил Кевин Уотли. Для съёмок в качестве приглашённых звёзд привлекались известные британские театральные актёры. Автор романов Декстер появляется в небольших ролях (без указания в титрах) во всех эпизодах телесериала, кроме трёх.
Телесериал и его создатели были удостоены многочисленных престижных наград и номинаций, в том числе премии БАФТА в области телевидения, премии Гильдии писателей Великобритании, премия Эдгара Аллана По и премии Национального телевидения Великобритании.

## Синопсис
Действие большинства серий фильма происходит в конце 1980-х и в первой половине 1990-х годов в Оксфорде, Великобритания. В каждой отдельной истории расследуется одно или несколько, как правило, связанных между собой убийств, которые однако не имеют никакого отношения к преступлениям в других фильмах телесериала. Основные персонажи, за исключением сотрудников полиции, в каждом фильме сериала также новые.
Расследование преступлений ведётся силами отделения полиции «Темз Вэлли» в Оксфорде, которое возглавляет главный суперинтендант Стрендж (Джеймс Грут). Непосредственное руководство следствием осуществляет главный инспектор Морс, ему помогает детектив, сержант Робби Льюис. При расследовании Морс и Льюис используют заключения традиционной судебно-медицинской экспертизы, однако практически не применяют никаких компьютерных или иных передовых технологий.
Отсутствуют полностью или сведены к минимуму сцены насилия, драки, погони и перестрелки, характерные для большинства криминальных лент. Главным методом работы детективов является допрос свидетелей и подозреваемых, на основании которых они делают умозаключения и формируют версии. Допросы редко производятся в здании полиции, как правило, детективы выезжают непосредственно по месту жительства или работы свидетелей. Иногда они ведут допросы вместе, иногда — поодиночке, в некоторых случаях Льюис проводит допросы свидетелей самостоятельно. Морс лично допрашивает всех ключевых свидетелей, с некоторыми из них вступая в отношения, касающиеся круга его личных интересов (что иногда помогает в раскрытии дела).
Льюис по поручению Морса выполняет всю рутинную архивную и черновую работу, а также отвечает за работу с документами. В процессе следствия как Морс, так и Льюис постоянно обсуждают его ход между собой и иногда со Стренджем, выдвигая разнообразные версии преступлений, при этом часто меняя их в зависимости от поступающих новых данных. Хотя изначальные версии детективов являются неверными, тем не менее, с каждой последующей версией, порой меняющей картину преступления кардинальным образом, они всё ближе приближаются к истине.
В ходе следствия Морсу часто приходится конкурировать с другими назначенными сверху следователями, которые первоначально добиваются успеха, но не способны достичь той глубины понимания ситуации, которая свойственна Морсу. Вышестоящие полицейские чиновники практически в каждом фильме имеют претензии к Морсу, и часто его даже отстраняют от дела. Хотя его непосредственный шеф, главный суперинтендант Стрендж, относится к Морсу положительно, он не всегда в состоянии защитить его от вышестоящего руководства. Тем не менее, в последний момент Морсу всегда удаётся не только восстановить свой контроль над следствием, но и с помощью гениальной догадки поставить в нём решающую точку.

## Общее описание
Изначально телесериал был основан на серии из 13 детективных романов британского писателя Колина Декстера о главном инспекторе оксфордского отделения полиции «Темз Вэлли» Морсе и его помощнике, сержанте Льюисе. Десять из тридцати трёх фильмов поставлены непосредственно по романам Декстера. Помимо Декстера, сценарии для эпизодов сериала писали и другие авторы — в частности, Джулиан Митчелл, Алма Каллен, Дэниел Бойл и Питер Бакман. Каждый из эпизодов представляет собой самостоятельный фильм — двухчасовую (с учётом перерыва на рекламу) историю с законченным сюжетом. Действие всех фильмов происходит в Оксфорде, где и производились основные съёмки.
В 1987—1993 годах сериал производился продюсерской компанией Zenith Productions для региональной телекомпании Central Independent Television (которая впоследствии стала частью сети независимого телевидения ITV) и изначально демонстрировался в Великобритании по каналу ITV. В 1995—2000 годах он производился компанией Carlton Television (с 1996 года — Carlton совместно с WGBH), которая ныне также является частью ITV.
Кинокритик Шарлотта Брансдон отмечает, что «телесериал впервые демонстрировался в прайм-тайм на британском коммерческом сетевом телеканале ITV, своим высоким качеством существенно укрепив его репутацию, достигнутую благодаря таким сериалам, как „Возвращение в Брайтсхед“ (1981) и „Драгоценность в короне“ (1984)». Она пишет, что «этот очаровательно сделанный меланхоличный сериал добился признания как у критики, так и у зрителей. В Британии сериал собирал аудиторию до 15 миллионов, и он широко экспортировался в другие страны, внося вклад в международный имидж Англии как страны дремлющих шпилей зданий, зелёной природы и серьёзной актёрской игры».

## В главных ролях
- Джон Тоу — главный инспектор Морс (33 фильма, 1987—2000)
- Кевин Уотли — детектив, сержант Робби Льюис (32 фильма, 1987—2000)
- Джеймс Грут — главный суперинтендант Стрендж (22 фильма, 1987—2000)
- Питер Вудторп — Макс, патологоанатом (7 фильмов, 1987—1988)
- Аманда Хиллвуд — доктор Грэйлинг Расселл, патологоанатом (4 фильма, 1989)
- Клэр Холман — доктор Лора Хобсон, патологоанатом (5 фильмов, 1995—2000)
- Лиз Кеттл — женщина-констебль (5 фильмов, 1988—1992)

## Оценка и характеристика сериала
По словам кинокритика Филипа Викэма, «Инспектор Морс» выделяется среди других «адресованных среднему классу безопасных и стерильных телепрограмм», представляя собой «одно из бесспорных наслаждений» этого жанра. Хотя, как и традиционные сериалы, он «несёт телезрителям чувство комфорта», но при этом стоит «в одном ряду с более острыми работами. А образцовое художественное мастерство и моральная сложность поднимают его намного выше множества вторичных триллеров, пошедших по его стопам». Критик считает, что «внешне этот сериал предлагает мало нового или революционного, используя хорошо знакомую конструкцию английского детектива с поиском преступника», иногда поднимаясь до рассмотрения сложных психологических аспектов человеческой жизни. Вместе с тем, как пишет Викэм, он «установил новый стандарт телевизионной драмы» и «оказал огромное влияние на британское телевидение». Продолжительность каждого фильма составляла два часа, а «действие развивалось в характерном медленном темпе». Однако, по словам Викэма, «успех сериала показал, что аудитория хорошо принимает такой формат, если история достаточно увлекательная, а среда, в которой она развивается — приятная». Критик отмечает, что «значительная доля наслаждения от фильма заключена в пространстве и деталях», когда «неторопливо демонстрируются виды старых зданий, винтажных машин и настоящий эль под классическую музыку». По мнению Шарлотты Брансдон, несмотря на показ новых технологий, своим акцентом на демонстрации традиционного английского образа жизни «Инспектор Морс» скорее ближе к «ретро-детективам» о Шерлоке Холмсе, Эркюле Пуаро и мисс Марпл, чем к таким современным детективным сериалам, как «Между строк» (1992—1994) или «Чисто английское убийство» (1984—2010).
Брансдон полагает, что свои претензии на «качественное телевидение» фильм заявил и постоянным апеллированием к произведениям «высокой культуры, в особенности в использовании литературных и оперных мотивов, органично вписывающихся в ткань истории». Критик особенно подчёркивает значение музыки, причём как для развития сюжета, так и для раскрытия образов героев. В частности, «классическая музыка постоянно подаётся как самое большое наслаждение для Морса». Кроме того, на протяжении всего сериала классическая, церковная и хоровая музыка постоянно используется для создания атмосферы картины, наряду с «очень характерными повествовательно избыточными съёмками зданий Оксфордского университета».
Вместе с тем, как отмечает Викэм, вряд ли кто-либо обвинит сериал в «жизненном реализме» — так как если судить по этому фильму, «по уровню убийств Оксфорд смело может конкурировать с Бронксом», а «Морса с его ненавистью к компьютерам давно должны были отправить на пенсию» — однако «здесь срабатывает высокий уровень реализма на эмоциональном уровне». По словам Брансдон, «сюжеты фильма, в которые часто вовлечены очень богатые люди — и их великолепные дома — тяготеют скорее к человеческим, чем к социальным факторам. Оксфорд Морса полон семейной и профессиональной ревности и страсти, а не городской обездоленности, безработицы и криминальных суб-культур». Кроме того, в фильмах сериала всегда присутствует нотка иронии: в частности, «Морс неизменно западает на подозреваемую женщину, краснеет, когда признаётся, что никогда не был женат, и приглашает её на ужин в самый неподходящий момент», кроме того, первоначально «он неправильно вычисляет убийцу, исправляя ситуацию в последний момент, но, в конце концов, это только добавляет наслаждения».

## Исполнители главных ролей
Викэм отмечает, что «значительная часть успеха сериала достигается благодаря выдающейся игре Джона Тоу в главной роли, в которой он передаёт неутолимую печаль и разочарование по поводу моральной неустойчивости и слабости живых существ, в первую очередь, себя самого». По мнению Брансдон, «выбор на заглавную роль Джона Тоу в значительной степени определил лицо сериала». Во-первых, зритель получает «непосредственное удовольствие от хмурого и сдержанного Тоу, который — в отличие от некоторых из приглашённых звёзд — выдаёт глубокую по стандартам телевидения игру». Следует заметить, что в то время Тоу был более всего известен как «матерящийся, не признающий субординации и неортодоксальный инспектор Риган из телесериала „Суини“, который шёл в Великобритании в 1970-е годы и считался чрезмерно жестоким и особенно значимым в стирании внешних различий между представителями закона и преступниками (примерно в том же духе, как и фильм Дона Сигела „Грязный Гарри“ с Клинтом Иствудом в главной роли)». На этот раз Тоу снова предстаёт в образе «хорошего детектива, но плохого полицейского», однако «Инспектор Морс» «избегает инстинктов и экшна, отдавая приоритет интуиции и дедукции».

## Характеристика основных персонажей

### Инспектор Морс
Инспектор Морс обычно представляется просто как «Морс. Все зовут меня просто Морс», а на вопрос об имени иногда в шутку отвечает «Инспектор». Своё настоящее имя — Индевор — он называет лишь однажды, когда объясняет своей знакомой, что его отец был поклонником капитана Джеймса Кука, и по этой причине дал сыну имя в честь корабля капитана — «Индевор». На протяжении сериала Морс занимает должность главного инспектора Отдела уголовного розыска «Темз Вэлли» в Оксфорде. Хотя по своим аналитическим способностям Морс превосходит уровень обычного детектива, однако его нелюдимость и отсутствие карьерных амбиций, а также недоброжелатели среди руководства не позволяют ему продвинуться по служебной лестнице. Как заметил о своём персонаже актёр Джон Тоу, «я думаю, всё дело в том, что Морс — плохой полицейский, но хороший детектив. Эта характеристика описывает его лучше всего». Как детектив Морс блистателен, но он не всегда прав. Он часто арестовывает не тех людей или приходит к неверным умозаключениям, однако его неожиданные догадки в финале всегда позволяют разоблачить преступника. Как отмечает Брандсон, «Морс часто не прав — но в финале прав всегда».
Помимо любви к классической музыке (особенно к Вагнеру и Моцарту), которую он постоянно слушает на повышенной громкости как дома на дорогом виниловом проигрывателе Roksan Xerxes, так и в «своём любимом „Ягуаре“», Морс увлекается разгадыванием сложных кроссвордов. Он также является ценителем классической художественной литературы и хорошего эля. Многие его дела так или иначе затрагивают эти интересующие его вопросы, что помогает ему раскрывать преступления. Кроме того, Морс зачастую пытается завести неформальные отношения с женщинами, которые проходят как подозреваемые или свидетельницы по делу, однако, как правило, не имеет в этом особого успеха. Склонность Морса к выпивке, его сложности с личной жизнью и невнимание к собственному здоровью делают его более трагической личностью по сравнению с классическими детективами прошлого. Сама смерть Морса в последнем фильме сериала «День раскаяния» вызвана проблемами с сердцем, усугублёнными тяжёлым пьянством, в отличие от его литературного прототипа, который умер от диабета.
В первых романах Декстера Морс пользовался автомобилем «Лянча», однако в телесериале, чтобы сделать героя более «английским», Морс получил «Ягуар Марк II 2.4» 1960 года выпуска, красного цвета с чёрной виниловой крышей, ставший неотъемлемой частью фильма. Идея с «Ягуаром» настолько понравилась Декстеру, что после выхода первого фильма на экраны Морс в его романах также стал ездить на «Ягуаре». Через год после завершения съёмок «Ягуар» был разыгран в качестве конкурсного приза, а в 2002 году продан на аукционе за 53 200 фунтов стерлингов, что в несколько раз превысило стандартную цену на эту марку.

### Партнёрство Морса и Льюиса
По сравнению с романами Декстера образ сержанта Льюиса был изменён с немолодого валлийца и бывшего боксёра на значительно более молодого и счастливого в браке, хотя и приземлённого сержанта полиции из Тайнсайда, удачно оттеняющего образ жизненно неустроенного, циничного и «высоколобого» Морса. По словам Шарлотты Брансдон, «партнёрство Тоу и Кевина Уотли обеспечивает целостность сериала», предлагая нечто для той части зрителей, «которой может быть нелегко разобраться в мире высокой культуры Морса». В то время как Морс — бывший оксфордский студент, увлекающийся разгадыванием сложных кроссвордов, и блестящий одиночка, уязвимый перед чарами женщин «бальзаковского» возраста, Льюис — «счастливо женатый человек с детьми, выполняющий значительную часть беготни и дедукции», который вынужден поддерживать увлечение элем своего великолепного шефа. Льюис не всегда в состоянии понять культурные отсылки, возникающие в ходе расследования, «опуская тем самым сериал на землю — до уровня общедоступного телевидения».

## Места съёмок и названия
Съёмки сериала проводились главным образом в Оксфорде, а также в Лондоне и его окрестностях и в деревне Эберсоч, расположенной в валлийском округе Гуинет. В качестве дома Морса снимался реальный жилой дом в лондонском районе Илинг, а интерьеры полицейского участка и штаб-квартиры отделения полиции «Тэмз вэлли» — в различных частях Лондона. Съёмки эпизода «Обманутый полётом» частично проводились в порту Дувра.
В Оксфорде события съёмки часто проводились как непосредственно в городской среде, так и на территории и в интерьерах колледжей Оксфордского университета. В частности, съёмки проводились в колледжах «Корпус Кристи» (в фильме фигурирует как «Бьюмонт»), «Брейзноуз» и «Экзетер» (в фильме — «Лонгсдейл»), «Новый колледж» (в фильме — колледж «Святого Спасителя»), «Мертон» и «Университетский» (в фильме — «Бьюмонт»), «Крайст-Чёрч» (в фильме — «Уолси»), а также «Уэдем». Некоторые дополнительные съёмки проводились также в Итонском колледже и лондонском Университете Брюнеля.

## Музыка телесериала
Главная музыкальная тема и прочая музыка сериала была написана австралийским композитором Баррингтоном Фелунгом. Во вступительных нотах главной темы он ввёл мелодию, в которой сочетание букв «M-O-R-S-E» (Морс) зашифровано с помощью азбуки Морзе, повторяющееся затем несколько раз. В интервью изданию Essex Life & Countryside в октябре 2001 года Фелунг сообщил, что иногда с помощью азбуки Морзе шифровал в музыке также имя убийцы или, наоборот, имя другого персонажа в качестве отвлекающего манёвра. Кроме того, в сериале широко использована оперная, хоровая и другие виды академической музыки, особенно произведения любимых композиторов Морса — Рихарда Вагнера и Вольфганга Амадея Моцарта.
В проведённом в 2021 году Classic FM и Radio Times голосовании 20 тыс. человек признали музыкальную тему сериала стала лучшей темой всех времён, обойдя Линию Онедина («Адажио Спартака и Фригии» Арама Хачатуряна) и интро телесериалов «Аббатство Даунтон», «Игра престолов» и «Волчий зал».

## Производные сериалы

### «Льюис»
В 2006 году на ITV вышел телесериал «Льюис», являющийся сиквелом сериала «Инспектор Морс». Действие происходит через несколько лет после смерти Морса. Бывший сержант Роберт Льюис (Кевин Уотли) из «Инспектора Морса» возвращается в Оксфорд после двух лет отсутствия после гибели жены в автомобильной катастрофе. Льюис стал инспектором, возглавляющим расследования. В ходе девяти сезонов сериала на экраны вышло 33 фильма, последний из которых — в ноябре 2015 года.

### «Индевор»
В 2012 году ITV выпустила на экраны двухчасовой пилотный фильм под названием «Индевор», действие которого происходит в 1965 году, а главным героем является молодой детектив — констебль Индевор Морс (Шон Эванс). После успеха пилотного проекта компания в течение семи сезонов (2013—2020) выпустила 30 фильмов сериала, который стал приквелом сериала «Инспектор Морс». В августе 2019 сериал был продлен на восьмой сезон .

## Награды и номинации
| Год  | Награда                                         | Категория                                             | Кто награждён                                                        | Итог      |
| ---- | ----------------------------------------------- | ----------------------------------------------------- | -------------------------------------------------------------------- | --------- |
| 1990 | Телевизионная премия БАФТА                      | Лучший актёр                                          | Джон Тоу                                                             | Победа    |
| 1990 | Телевизионная премия БАФТА                      | Лучший драматический сериал                           | Крис Бёрт                                                            | Номинация |
| 1991 | Телевизионная премия БАФТА                      | Лучший драматический сериал                           | Дэвид Лэскеллес                                                      | Номинация |
| 1991 | Телевизионная премия БАФТА                      | Лучший актёр                                          | Джон Тоу                                                             | Номинация |
| 1991 | Телевизионная премия БАФТА                      | Лучший оператор                                       | Пол Уилер                                                            | Номинация |
| 1991 | Телевизионная премия БАФТА                      | Лучший звук                                           | Тони Доу, Дэвид Олд                                                  | Номинация |
| 1991 | Телевизионная премия БАФТА                      | Лучший оператор                                       | Майкл Дж. Дэвис                                                      | Номинация |
| 1991 | Премия Гильдии писателей Великобритании         | Оригинальный драматический телесериал для телевидения | Джулиан Митчелл, Алма Каллен, Дэнни Бойл, Питер Николс, Джеффри Кейз | Победа    |
| 1992 | Телевизионная премия БАФТА                      | Лучший драматический сериал                           | Дэвид Лэскеллес                                                      | Победа    |
| 1992 | Телевизионная премия БАФТА                      | Лучший звук (художественный фильм)                    | Тони Доу, Брайан Сондерс, Найджел Голт, Пол Конуэй                   | Победа    |
| 1992 | Телевизионная премия БАФТА                      | Лучший актёр                                          | Джон Тоу                                                             | Номинация |
| 1992 | Телевизионная премия БАФТА                      | Лучшая операторская работа в кино или на телевидении  | Пол Уилер                                                            | Номинация |
| 1992 | Телевизионная премия БАФТА                      | Лучшая оригинальная музыка для телевидения            | Баррингтон Фелаундж                                                  | Номинация |
| 1992 | Премия Гильдии писателей Великобритании         | Оригинальный драматический телесериал для телевидения | Джулиан Митчелл, Алма Каллен, Дэнни Бойл, Джон Браун                 | Победа    |
| 1993 | Телевизионная премия БАФТА                      | Лучший драматический сериал                           | Дирдри Кир                                                           | Победа    |
| 1993 | Телевизионная премия БАФТА                      | Лучший актёр                                          | Джон Тоу                                                             | Победа    |
| 1993 | Телевизионная премия БАФТА                      | Лучший монтажёр художественного фильма/видео          | Кевин Лестер                                                         | Номинация |
| 1994 | Премия Эдгара Аллана По                         | Лучший эпизод для телевидения                         | Джулиан Митчелл за эпизод «Земля обетованная»                        | Номинация |
| 1998 | Премия Национального телевидения Великобритании | Лучший эпизод телесериала                             | Джон Тоу                                                             | Победа    |
| 2001 | БАФТА                                           | Премия Лью Грэйда                                     | За эпизод «День прощения»                                            | Победа    |
| 2001 | Премия Национального телевидения Великобритании | Самый популярный актёр                                | Джон Тоу                                                             | Номинация |